# Élections générales britanniques de 1992
Les élections générales britanniques de 1992 se tiennent le 9 avril 1992, et constituent la quatrième victoire consécutive du Parti conservateur, dirigé par John Major, qui conserve ainsi la majorité parlementaire. Cette victoire est relativement inattendue, dans la mesure où les sondages indiquent jusqu'au jour du scrutin un avantage régulier, bien que modeste, dans les intentions de vote pour le Parti travailliste, mené par Neil Kinnock.

## Sondages

Intentions de votes

## Résultats
|                      |                                                         |               |        |       |        |      |
| Partis et coalitions | Partis et coalitions                                    | Votes         | %      | +/-   | Sièges | +/-  |
|                      | Parti conservateur (Conservative)                       | 14 093 007    | 41.9   | - 0.3 | 336    | - 41 |
|                      | Parti travailliste (Labour)                             | 11 560 484    | 34.4   | + 3.6 | 271    | + 42 |
|                      | Libéraux-démocrates (LibDems)                           | 5 999 606     | 17.8   | - 4.8 | 20     | - 2  |
|                      | Parti national écossais (SNP)                           | 629 564       | 1,9    | +0,6  | 3      | -    |
|                      | Parti unioniste d'Ulster (Ulster Unionist)              | 271 049       | 0.8    | -     | 9      | -    |
|                      | Parti social-démocrate et travailliste (SDLP)           | 184 445       | 0,5    | -     | 4      | +1   |
|                      | Parti vert de l'Angleterre et du pays de Galles (Green) | 170 047       | 0.5    | + 0.2 | -      | -    |
|                      | Plaid Cymru                                             | 156 796       | 0,5    | +0,1  | 4      | +1   |
|                      | Parti unioniste démocrate (DUP)                         | 103 039       | 0,3    | -     | 3      | -    |
|                      | Autres                                                  | 1.4           |        |       | -      |      |
| Total                | Total                                                   |               | 100,00 |       | 650    |      |
| Participation        | Participation                                           | Participation | 77,7 % |       |        |      |
| Inscrits             |                                                         |               |        |       |        |      |

Les résultats du Plaid Cymru incluent les votes pour l'alliance Verts / Plaid Cymru.